# Гарлем Шейк

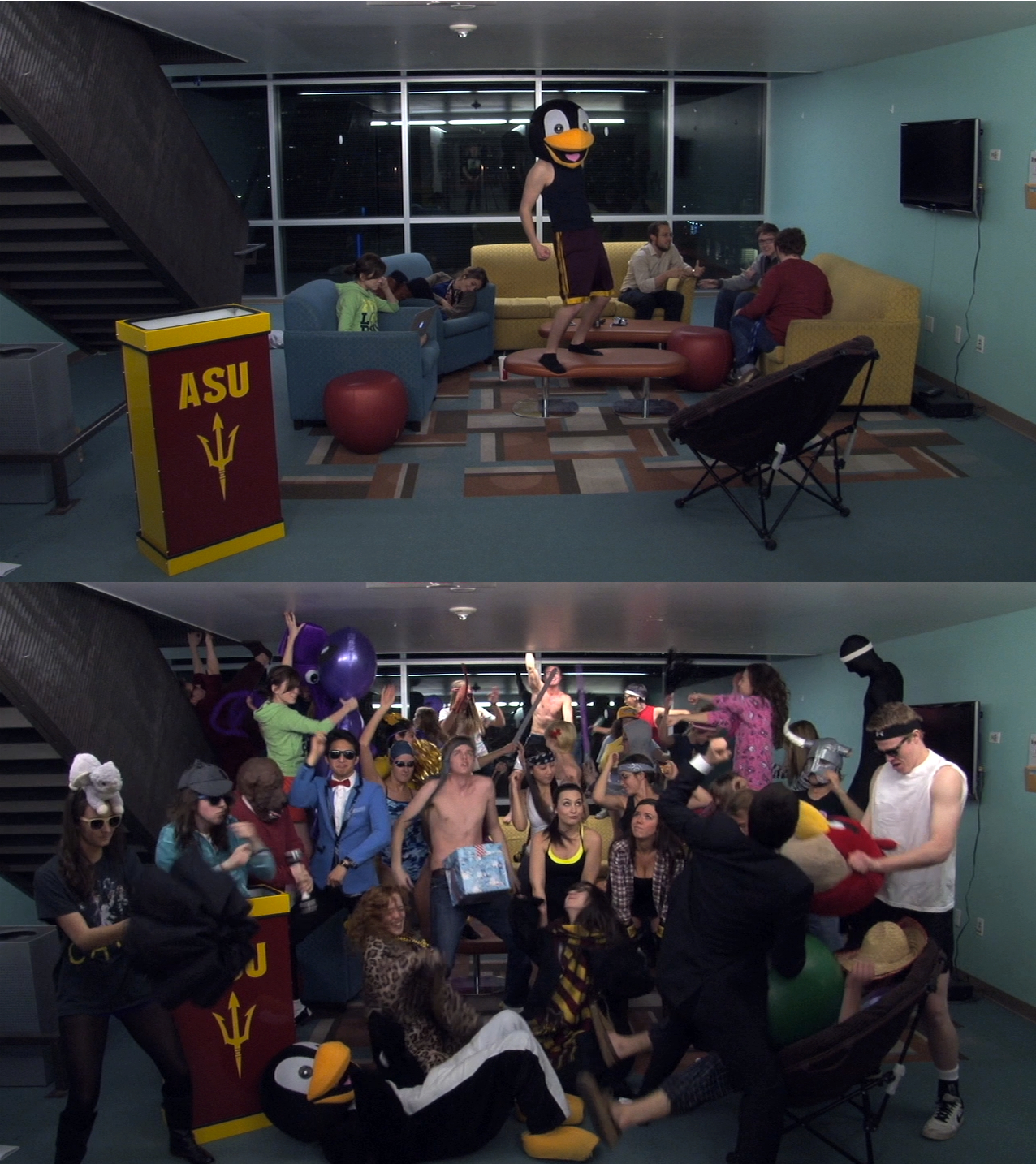
Пример танца Harlem Shake

Га́рлемская тря́ска или «Га́рлем Ше́йк» (англ. Harlem Shake) — интернет-мем, флешмоб и тренд, имевший популярность в интернете в 2013 году и представлявший собой танец людей под одноимённую песню.
«Гарлем Шейк» возник как результат ролика, выложенного 2 февраля 2013 года, который впоследствии быстро набрал популярность. Ролик является пародией на видео австралийско-японского блогера Filthy Frank. Он собрал около 2,5 миллионов просмотров за первую неделю. Сразу после этого в интернете появились сотни похожих видеороликов. По данным на 13 февраля 2013 года, суммарное количество просмотров видео с «Гарлем Шейком» превышает десятки миллионов.
Суть тренда заключается в том, что во вступительные 14 секунд песни один человек в головном уборе (обычно шлеме или маске) танцует, в то время как другие люди в кадре заняты своими делами или стоят неподвижно. Далее все действующие лица в эксцентричных нарядах танцуют, выполняя провокационные или эксцентричные танцевальные движения. Каждый из роликов длится примерно 31 секунду. В музыкальном сопровождении зачастую используется отрывок из сингла Harlem Shake, который исполнил американский музыкант Baauer. Считается, что короткая продолжительность роликов является одним из ключей к высоким просмотрам.

## История
Фундаментом для интернет-мема послужило появление видео японского комедийного видеоблогера Filthy Frank (Мерзкий Фрэнк) 2 февраля 2013 года, где он со своими друзьями танцует в небольшом помещении под музыку Harlem Shake. Сам блогер одет в розовый костюм, а его друзья — в костюмы воина Супер Сэнтай, инопланетянина и политического деятеля КНДР.
Большую популярность также набрали пародии на оригинальное видео, выложенные солдатами норвежской армии, тремя пожарными, сотрудниками офиса, членами баскетбольного клуба «Даллас Маверикс» и командой Университета Джорджии по подводному плаванию. Первый ролик с наибольшим количеством участников был создан в Нью-Йорке на Таймс-сквер, однако 17 февраля было выложено видео с участием более чем 1400 колумбийских студентов. Новый рекорд поставили жители Тель-Авива, создавшие ролик Harlem Shake с участием более чем 70 000 человек (население города ≈ 400 000 человек) во время празднования Пурима.
Стиль танца не является инновацией, впервые он появился в нью-йоркском квартале Гарлем в исполнении алкоголика по имени Al B (Эл Би) в 1981 году. Потому в Гарлеме он имел название «albee». Танец получил популярность благодаря ежегодному чемпионату по стритболу Entertainer’s Basketball Classic, который с 1982 года проходит на спортивной площадке в Ракер-парке. Массовую популярность в США танец заслужил после того, как в 2001 году был выпущен видеоклип рэпера G. Dep с его исполнением.
Сам же танец произошёл от древнего эфиопского танца эскиста. Хотя танец и мем имеют одно название, они являются разными вещами.

## Популярность

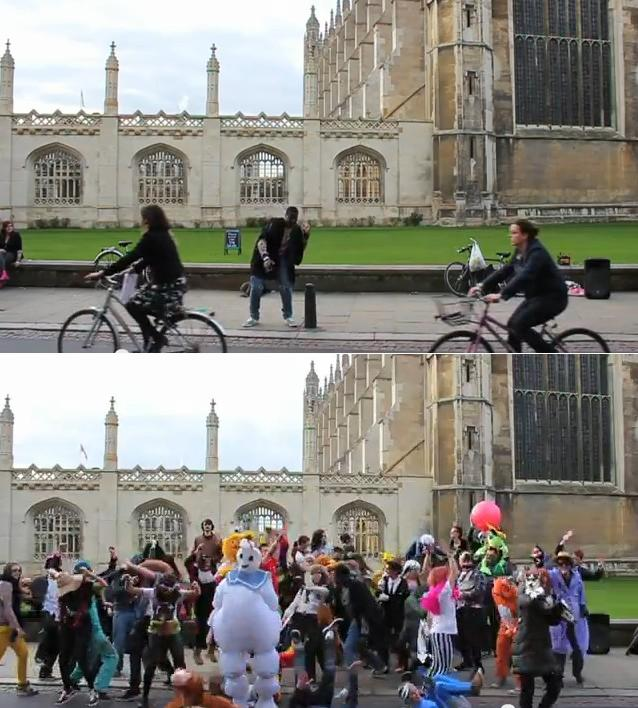
Студенты у Кембриджского университета (Англия) исполняют танец Harlem Shake

Через 9 дней после появления оригинала было загружено более 11 000 вариантов Harlem Shake, а суммарное количество их просмотров составило 44 миллиона. По данным на 15 февраля 2013 года, каждый день загружалось в среднем по 4000 новых роликов. Общее число роликов составило более 25 000, а их суммарное количество просмотров превысило 120 миллионов.
Интернет-мем стал наиболее популярным на территории США, Канады, Австралии, Германии, Великобритании, России, Украины, Польши, Индии, Китая, ОАЭ и Ямайки.
Считается, что Harlem Shake радикально отличается от остальных вирусных видео, таких как клип на Gangnam Style, и представляет собой уникальный симбиоз вирусного видео и мема, сочетающего элементы культуры и бизнеса. Короткое время ролика (около 30 секунд) является идеальным временем для рекламы, поэтому есть неплохой шанс получить за неё доходы.

## СинглHarlem Shake

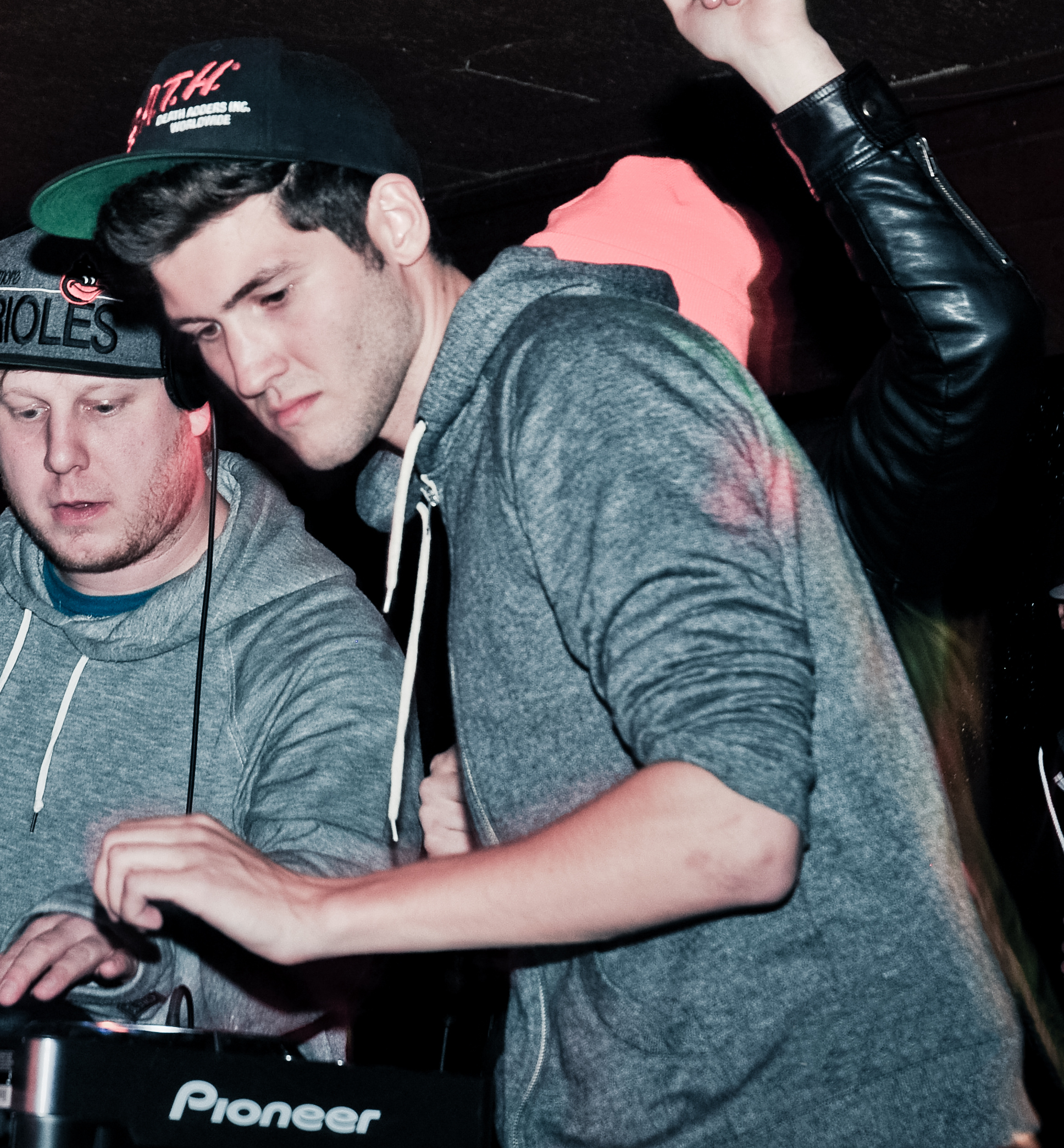
Baauer: автор сингла, который используется при исполнении Harlem Shake

Гарри Родригес, выступающий под псевдонимом Baauer, создал сингл «Harlem Shake», ставший саундтреком к вирусным видеороликам. До мирового успеха композиции Родригес был малоизвестным музыкантом, занимавшимся ремиксами и игрой на ударных инструментах. Осенью 2012 года Родригес опубликовал на своей странице в SoundCloud песню «Harlem Shake». По словам автора, он не ожидал такой популярности трека, который изначально предназначался для использования в фитнес-залах. Сингл был создан в домашней студии Родригеса в Бруклине, Нью-Йорк, и продавался в Интернете за 1,50 доллара. При создании композиции музыкант использовал синтезатор, сочетающий в себе элементы голландского хауса и хип-хопа с дополнительными звуковыми эффектами.

## В исполнении известных компаний и личностей
13 февраля сотрудниками Facebook был выложен ролик, где они на улице танцуют Harlem Shake. Свои ролики с танцем также выложили сотрудники телепрограмм и компаний Today, Daily Show, The Colbert Report, IGN, Wargaming, Lululemon, Pepsi, команды Sauber F1 Team, Nintendo, Puma, WWE, CNN, National Geographic Channel, BuzzFeed, Google и многих других.
Известный актёр Кайл Маклахлен принял участие в создании ролика в стиле Harlem Shake, пародирующего культовый американский сериал «Твин Пикс». Свою версию ролика также выложили британский певец Эд Ширан, американский актёр Фрэнки Мунис, американский гонщик Джефф Гордон, певцы Matt & Kim, Азилия Бэнкс, Райан Сикрест, Стивен Кольбер, Коди Симпсон, Аннеке ван Гирсберген и актёры мыльной оперы EastEnders.
27 февраля танец Harlem Shake исполнили члены английского национального балета.

## В мультфильмах

Homer Shake — пародия на Harlem Shake с участием персонажей «Симпсонов». Вступительный танец исполняет Мэгги

2 марта компания FOX выложила ролик под названием Homer Shake, стилизованный под вступительную заставку «Симпсонов», где главные герои из сериала танцуют Harlem Shake у семейного дивана, а позже появляются и другие основные персонажи. Музыкальное сопровождение былo изменено.
18 февраля создатель мультсериала «Масяня» Олег Куваев опубликовал на официальной странице Масяни в социальной сети ВКонтакте свою версию ролика с героями мультсериала.

## Harlem Shake в постсоветских странах

### Россия
Официально считается, что первыми снявшими ролик Harlem Shake на территории России стали представители юмористического клуба НГУ «Квант» в Новосибирске, выложившие свою версию ролика 12 февраля 2013 года, однако, по версии новостного сайта «Компьютерра», первый российский ролик принадлежит сотрудникам компании «Grape». В этот же день в 197-м выпуске латвийского русскоязычного интернет-шоу This is Хорошо сотрудниками был продемонстрирован короткий танец Harlem Shake, 13 февраля представители новостного журнала prokazan.ru тоже выложили свой ролик. По данным на 15 февраля, ролики были сняты в
- Мурманске[67]
- Баку[68]
- Санкт-Петербурге[69]
- Ижевске[70]
- Ульяновске[71]
- 16 февраля в Кирове[72]
- 17 февраля в Москве[73]
- Волгограде[74]
- Томске[75]
- Хабаровске[76]
- Новокузнецке[77]
- Ростове-на-Дону[78]
- 17 февраля во Владивостоке[79]
- Перми[80]
- 19 февраля в Москве[81]
- Краснодаре[82]
- 8 февраля Ярослав Чеважевский стал первым российским режиссёром и актёром, снявшим свою версию ролика Harlem Shake[83]. 19 февраля свою версию выпустили представители «Комсомольской правды»[82]. 22 февраля пародия на Harlem Shake была сделана и в передаче «Вечерний Ургант»[84]. В тот же день сотрудники телеканалов «Дождь»[85] и «MTV» (совместно с 2x2 и ТВ3)[86] также исполнили этот танец.
- 23 февраля российский актёр и шоумен Никита Джигурда решил собрать флешмоб в центре Москвы на Арбате, на который пришли примерно тысяча человек, что гораздо больше, чем ожидалось, однако полиция не позволила снять ролик Harlem Shake, сам Джигурда в ответ обнял одного из полицейских[87].
- 1 марта в ТРК «Атриум» в Москве состоялся самый массовый в России (на тот момент) флешмоб по мотивам ролика. Порядка 300 человек приняли участие в съёмке видео[88][89].
- 3 марта в Санкт-Петербурге, на Лиговском проспекте, также планировали провести массовый флешмоб, где собралось порядка 300 человек, однако толпу разогнали полицейские, действуя по новому закону, принятому в 2012 году, запрещающему проведение несанкционированных акций. Организатора флешмоба арестовали, чтобы тот понёс административное наказание[90]. Несмотря на это, танец всё же был успешно исполнен[91].
- 4 марта танец был исполнен сотрудниками портала еженедельной газеты «Вечерняя Москва»[92].
- 6 марта на первой игре ⅛ финала Премьер-лиги КВН команда «Лас-Вегас» (Энгельс) исполнила танец в своей миниатюре «Заседание в Государственной думе»[93].
- 12 марта первой радиостанцией, показавшей Harlem Shake, стало радио Business FM[94].
- 24 мая 2013 года на Международном Форуме АТР-2013 в городе Белокуриха состоялся самый массовый в России флешмоб по мотивам ролика. Порядка 1000 человек приняли участие в съемке видео[95].

### Украина
Широкую популярность Harlem Shake приобрёл и на территории Украины. В частности, по официальной версии, первый ролик появился в Киеве 15 февраля, позже массовые ролики были сняты во многих других городах страны, например Харькове и Одессе. 4 марта в Киеве планировали собрать массовый флешмоб в 1000 человек для танца Harlem Shake, однако пришло сравнительно мало людей; и несмотря на это, танец удался.
4 марта 2013 года в эфире передачи «Против ночі» («На ночь глядя») телеведущий Павел Шеремет и редакция ТВi исполнили танец в масках Виктора Януковича.

### Казахстан
В Казахстане прошла волна пародий на Harlem Shake. Начиная с 11 февраля в сети появилось несколько видео, снятых в различных местах Алма-Аты и других казахстанских городов, пародирующих популярный танец.
16 февраля команда по американскому футболу Казахстанского института менеджмента, экономики и прогнозирования в Алма-Ате опубликовала на YouTube свою пародию на Harlem Shake.

### Беларусь
Ролик Harlem Shake был снят и знатоками игры «Что? Где? Когда?». Пародия была создана в преддверии съемок весенней серии в Минске, а главную роль исполнил Алесь Мухин. Также «Европейское радио для Беларуси» подготовило ряд лучших роликов «Harlem Shake», снятых на территории Белоруссии.

## Вероятная причина популярности
Основной причиной высокой популярности ролика следует считать относительно короткое время и так называемую «точку прорыва» в середине. Редакторы журнала «Вашингтон Пост» указали, что причиной популярности нового мема является совокупность удачно подобранного временного промежутка в полминуты, резкого перехода и «гипнотическое» воздействия ритма.

## Реакция общества
Ряд известных журналистов уподобил Harlem Shake клипу Gangnam Style. По мнению немецкой газеты «Вельт», одной из причин «взрывной популярности» нового мема стал постепенный упадок интереса к клипу южнокорейского певца.
Представители литературного журнала «Атлантик» назвали Harlem Shake «убийцей мемов» после того, как сотрудники телеканала Today выложили свою версию ролика.
Самым плохим роликом «Harlem Shake» по версии новостного таблоида The Sun стало видео, выложенное сотрудниками благотворительного фонда «Датч Паркинсон», который набрал самые отрицательные отзывы.

## Harlem Shake, религия и политика
23 февраля в Египте группа студентов станцевала Harlem Shake на фоне пирамид, однако вскоре 4 студента были арестованы. Позже, по заявлению правоохранителей, поведение студентов «привело к шоку и оскорблению религиозного общества». В знак протеста группа из 70 молодых мужчин с анти-исламистскими лозунгами устроила танец Harlem Shake, акция прошла мирно. 28 февраля в знак протеста против власти 400 молодых людей устроили танец у штаба «Братьев-мусульман» в Каире, многие из участников были в полураздетом виде. Несмотря на то, что действия протестующих носили намеренный провокационный характер, никаких действий со стороны «Братьев-мусульман» совершено не было. Параллельно молодые члены партии «Братьев-мусульман» станцевали в масках Harlem Shake в знак протеста против NSF (National Salvation Front).
В Тунисе глава министерства образования заявил, что запрещает танец как аморальное явление, также тунисские исламисты и консервативные мусульмане начали интенсивно нападать на школьников и студентов, снявших свои версии роликов, так как, по их мнению, танец и его движения оскорбляют религиозные чувства. В знак протеста против данной политики толпа студентов организовала на улице массовый танец Harlem shake.
После того, как группа студентов станцевала Harlem Shake, пародируя салафитов и эмиров, министерство образования отстранило директора школы. Вскоре после этого сайт министерства был взломан неизвестными лицами.
Учитель религии из школы Калдикот, Великобритания был отстранён от занятий после того, как, предположительно, принял участие в снятии массового ролика Harlem Shake, где танцевал в картонной маске папы Бенедикта XVI. Директор школы отметил, что поступок учителя является недопустимой выходкой.
Политики Узбекистана назвали танец полной бессмысленностью и бесстыдством, которое вредит моральному развитию молодёжи.

## Факты
- Если в поисковике YouTube задать фразу: «Do The Harlem Shake», то сайт начинает «танцевать под harlem shake»[131].
- По данным «Национальной коалиции против цензуры», только в США из-за танца Harlem Shake были отстранены из школ около 100 учеников в результате негативной реакции педагогов, хотя танец, по сути, является «подростковой шуткой»[132][133].

## Плагиат
Пуэрто-риканский исполнитель Эктор Дельгадо, чей голос использован в треке, и американский рэпер Джейсон Муссон, зачитывающий фразу «Do the Harlem Shake», обвинили Baauer, автора Harlem Shake, в плагиате и подали в суд на лейбл Mad Decent Records, который распространяет трек, так как Baauer не выделял им никаких отчислений. В частности, фраза «Con Los Terrorists» взята из трека Эктора Дельгадо «Los Terrorists», а семпл «Do the Harlem Shake» — из трека «Miller Time» группы Plastic Little, в которой принимал участие Джейсон Муссон. Сам сингл является плагиатом трека «Happy» проекта El Little
l Band.

## Негативные последствия
- Из команды университета Саскуэханны в Пенсильвании были исключены 11 футболистов, которые сняли ролик Harlem Shake. По заявлению представителей университета, из-за того, что студенты имитировали сексуальные акты[139].
- Команду хоккеистов в Нью-Йорке не допустили на первый раунд плей-офф после того, как команда в раздевалке сняла ролик Harlem Shake в полуголом виде, один игрок и вовсе был голым с надетым носком на половой орган[140][141].
- На Кипре разгорелся скандал, после того, как военнослужащие ООН на крыле и фюзеляже самолёта станцевали «Harlem Shake» в буферной зоне на границе между турецкой и греческой общинами. Власти Кипра расценили это как оскорбление и немедленно потребовали провести расследование, сотрудники ООН были вынуждены принести извинение за свои действия[142].
- 15 февраля на борту летящего самолёта студентами был организован танец Harlem Shake, в результате Управление авиации США начало расследование, так как, по мнению чиновников, танец в самолёте может нести угрозу безопасности. Против участников танца обещали не предпринимать никаких санкций[143].
- 30 школьников были отчислены из школы Детройта после того, как выложили свой ролик в исполнении Harlem Shake, по заявлению представителей школы, ролик содержит расистский контент. Сами же ученики хотели лишь увеличить рейтинг своего канала на YouTube[144].
- В Австралии группу из 15 золотодобытчиков уволили и пожизненно лишили лицензии на право добычи золота после того, как они исполнили в руднике (во время работы) Harlem Shake. Компания утверждает, что рабочие своим поведением нарушили правила безопасности. Сами же работники утверждали, что ничего не нарушили. Уволили также тех, кто снимал ролик и наблюдал за танцем. Сами представители компании отказались комментировать своё решение[145].
- В конце февраля в сети появилось видео, в котором группа из восьми молодых людей из города Краснотурьинска танцует на монументе в память о солдатах срочной службы, павших в боях в Афганистане. Трое молодых людей, залезших в ролике на БТР, были задержаны полицией для дачи показаний, на них составили протоколы за мелкое хулиганство. Как заявили задержанные сотрудникам полиции, они не желали осквернять памятник, а всего лишь хотели своеобразным способом поздравить с Днем защитника Отечества своего друга, служащего в армии. 5 марта 2013 года было сообщено, что по итогам проверки полицией будет принято процессуальное решение по факту исполнения танца[146]. 12 марта 2013 года суд возвратил материалы по делам в полицию для устранения недостатков, выявленных судом на стадии подготовки дел к судебному разбирательству[147].
- 2 израильских солдата были заключены в тюрьму, а один отстранён от командования после того, как они опубликовали ролик Harlem Shake, где танцуют рядом с оружием, хотя, как сообщается, ранее солдаты осведомляли командиров о своих намерениях и обещали не показывать военные объекты. Сама акция, однако, получила позитивную реакцию со стороны израильских СМИ и Интернета[148][149].
- Двое студентов Карагандинского Государственного Технического Университета были отчислены после того, как станцевали Harlem Shake перед портретом Нурсултана Назарбаева. Но вскоре были восстановлены обратно[150][151].
- Одну из работниц библиотеки Оксфордского университета уволили после того, как во время её дежурства группа молодых людей станцевала Harlem Shake[152].
- Азербайджанского активиста Илькина Рустамзаде приговорили к тюремному сроку за организацию флешмоба Harlem Shake и размещение видео в социальных сетях[153].

## Хронология
Время UTC (Всемирное координированное время)
- 2013-01-30 22:34: Компиляция «FILTHY COMPILATION #6 — SMELL MY FINGERS» Filthy Frank (канал Dizarta Music) загружена на YouTube[154]
- 2013-02-02 15:17: Загружена версия команды австралийских подростков The Sunny Coast Skate[155]
- 2013-02-02 17:38: Загружена тридцатисекундная версия Filthy Frank[156]
- 2013-02-03 04:34: Загружена версия пользователя PLON NAN[157]